# Академия хорового искусства имени В. С. Попова
Академия хорового искусства имени В. С. Попова — комплекс учебных заведений хорового профиля (начальное, среднее и высшее музыкальное образование) в Москве.

## История
В 1944 году А. В. Свешников организовал и возглавил Московское хоровое училище. После кончины Свешникова училищу было присвоено его имя (1982).
В 1991 году училище было преобразовано в Академию хорового искусства, возглавил которую В. С. Попов. После кончины Попова Академии было присвоено его имя (2009).
В разные годы в Академии (хоровом училище) работали видные хоровые дирижёры, в том числе Н. И. Демьянов и А. Ф. Гребнев, воспитанники Синодального училища церковного пения, традиции которого (мужской состав хора, совмещение учебной и концертной работы) были здесь продолжены. С 3 ноября 2020 года обязанности ректора Академии исполняет А. В. Соловьёв.

## Обучение
Академия осуществляет подготовку по программам среднего (школа, училище) и высшего (ВУЗ) образования, аспирантуры и ассистентуры-стажировки. Выпускники ВУЗа получают дипломы по следующим специальностям: Художественное руководство академическим хором (дирижирование), Музыкально-театральное (вокальное) искусство. В 1995 году в академии учились 200 учащихся, из них 66 — в вузе.

## Концертная деятельность
В сферу деятельности Академии входят учебная, просветительская, научно-методическая работа и широкая концертная практика. В Академии семь хоровых коллективов: хор мальчиков, хор юношей, мужской хор (организован из выпускников училища в 1989) и четыре смешанных камерных хора, состоящих из студентов каждого из четырёх курсов вуза. Часто хоры объединяются для совместного исполнения сочинений крупных форм. Специально для хора мальчиков в начале 1950-х гг. были созданы оратория «На страже мира» С. С. Прокофьева, оратория «Песнь о лесах» и кантата «Над Родиной нашей солнце сияет» Д. Д. Шостаковича.
Выступления хоров проходят в крупнейших концертных залах Москвы: Большом и Рахманиновском залах консерватории, Концертном зале им. П. И. Чайковского, Колонном зале, Концертном зале Центрального музея музыкальной культуры им. М. И. Глинки и др.
С хором мальчиков сотрудничали дирижёры
- С. А. Самосуд,
- К. К. Иванов,
- Е. А. Мравинский,
- К. П. Кондрашин,
- Е. Ф. Светланов,
- Г. Н. Рождественский,
- Г. Абендрот (Германия),
- И. Маркевич (Швейцария),
- В. Юровский.

## Выпускники
За время своего существования учебное заведение подготовило свыше 500 музыкантов. В числе воспитанников:
- Александр Юрлов
- Владимир Минин
- Александр Флярковский
- Родион Щедрин
- Ростислав Бойко
- Дмитрий Корчак
- Николай Диденко
- Валерий Кикта

## Местоположение
До 1989 г. училище находилось на Большой Грузинской улице, 4/6. В конце 1980-х для него выстроено здание на Фестивальной ул., 2. Там училище располагается сейчас.